# Cubryński Ząb
Cubryński Ząb (2357 m n.p.m.) – turniczka we wschodniej grani Cubryny w Tatrach Wysokich. Znajduje się w głównej grani Tatr na granicy polsko-słowackiej, pomiędzy Cubryńskim Zwornikiem (2366 m) a Hińczową Przełęczą (2320 m). Jej nazwy nie podaje ani przewodnik wspinaczkowy Witolda Henryka Paryskiego, ani przewodnik Władysława Cywińskiego. Ten ostatni wzmiankuje tylko bezimienną, wybitną, ostrokształtną turniczkę znajdującą się kilkadziesiąt metrów na zachód od Hińczowej Przełęczy i od Cubryńskiego Zwornika oddzieloną wąskim siodełkiem. Autorem nazwy turni jest Grzegorz Głazek, który opublikował ją w wydanym w 2014 roku opracowaniu topograficznym Mięguszowieckie i Cubryna: wprost od Morskiego Oka (od pn.-wsch.) z serii Ściany Tatr (nr 8).